# Gouvernement Bello Bouba Maigari (1)
République
Gouvernement Paul Biya (8) Gouvernement Bello Bouba Maigari (2)
Le gouvernement Bello Bouba Maigari est formé le 6 novembre 1982 par Paul Biya (alors Premier ministre) qui vient d’être désigné par la constitution comme le nouveau Président du Cameroun, à la suite de la démission d’Ahmadou Ahidjo, deux jours auparavant. 
En effet, dans cette situation, la loi n°79/02 du 29 juin 1979 désigne le Premier ministre comme le successeur constitutionnel du Président de la République .
Le gouvernement est composé de 35 ministres dont 5 ministres d’État. 
Après avoir prêté serment à l'Assemblée nationale, Paul Biya forme son premier gouvernement en reconduisant tous les membres de l'équipe précédente (Gouvernement Paul Biya (8)). On observe donc 4 changements de portefeuille et deux nouveaux arrivants dans l'équipe gouvernementale.
|  | Nouveau |  | Changement de portefeuille |  | Retour dans le gouvernement |

## Gouvernement du 6 novembre 1982

### Premier ministre
| Fonction         | Prénom &Nom         |
| ---------------- | ------------------- |
| Premier Ministre | Bello Bouba Maigari |

### Ministres d’État
| Fonction                                                         | Prénom &Nom            |
| ---------------------------------------------------------------- | ---------------------- |
| Chargé de l'Administration territoriale                          | Victor Ayissi Mvodo    |
| Chargé de l'Agriculture                                          | Samuel Eboua           |
| Chargé des Forces armées                                         | Maikano Abdoulaye (en) |
| Délégué à la Présidence Chargé des Relations avec les Assemblées | Emmanuel Egbe Tabi     |
| Secrétaire Général à la Présidence de la République              | Sadou Daoudou          |

### Ministres
| Fonction                                       | Prénom &Nom                     |
| ---------------------------------------------- | ------------------------------- |
| Affaires étrangères                            | Paul Dontsop                    |
| Affaires sociales                              | Delphine Tsanga née Zanga Tsogo |
| Économie et du Plan                            | Pierre-Désiré Engo              |
| Éducation nationale                            | René Ze Nguele                  |
| Élevage, des Pêches et des Industries animales | Luc Ayang                       |
| Équipement                                     | Thomas Dakayi Kamga             |
| Finances                                       | Gilbert Ntang                   |
| Fonction Publique                              | Youssoufa Daouda                |
| Information et de la Culture                   | Guillaume Bwele                 |
| Jeunesse et des Sports                         | André Ngongang Ouandji          |
| Justice, Garde des Sceaux                      | Gilbert Andze Tsoungui          |
| Mines et de l’Énergie                          | Philémon Yang                   |
| Postes et Télécommunications                   | Ibrahim Mbombo Njoya            |
| Santé publique                                 | Athanase Eteme Oloa             |
| Transports                                     | Albert Ngome Kome               |
| Travail et de la Prévoyance sociale            | Félix Tonye Mbog                |
| Urbanisme et de l'Habitat                      | Hamadou Moustapha               |

### Vice-Ministres
| Fonction                    | Prénom &Nom             |
| --------------------------- | ----------------------- |
| Administration territoriale | Joseph Awunti Chongwain |
| Agriculture                 | Solomon Nfor Gwei       |
| Économie et du Plan         | Tori Limangana          |
| Éducation nationale         | Dorothy Njeuma          |
| Finances                    | Pierre Hélé             |

### Ministres délégués
| Fonction                                                     | Prénom &Nom             |
| ------------------------------------------------------------ | ----------------------- |
| Inspection générale de l’État et à la Réforme administrative | Christian Bongwa Songwe |
| auprès du Ministre des Affaires étrangères                   | Aminou Oumarou          |

### Ministres Chargés de Mission à la Présidence
| Fonction                   | Prénom &Nom                     |
| -------------------------- | ------------------------------- |
| Ministre Chargé de Mission | Joseph Charles Doumba           |
| Ministre Chargé de Mission | William Aurélien Etéki Mboumoua |

### Rattachés à la Présidence de la République
| Fonction                             | Prénom &Nom        |
| ------------------------------------ | ------------------ |
| Ministre, Directeur du Cabinet Civil | Philémon Beb à Don |
| Ministre, Secrétaire Général-Adjoint | Daniel Kamgueu     |
| Directeur-adjoint du Cabinet Civil   | Philippe Mataga    |
| Conseiller Technique                 | Adolphe Moudiki    |